# Popillia laevis
Popillia laevis är en skalbaggsart som beskrevs av Hermann Burmeister 1855. Popillia laevis ingår i släktet Popillia och familjen Rutelidae. Inga underarter finns listade i Catalogue of Life.